# Alphabaculovirus

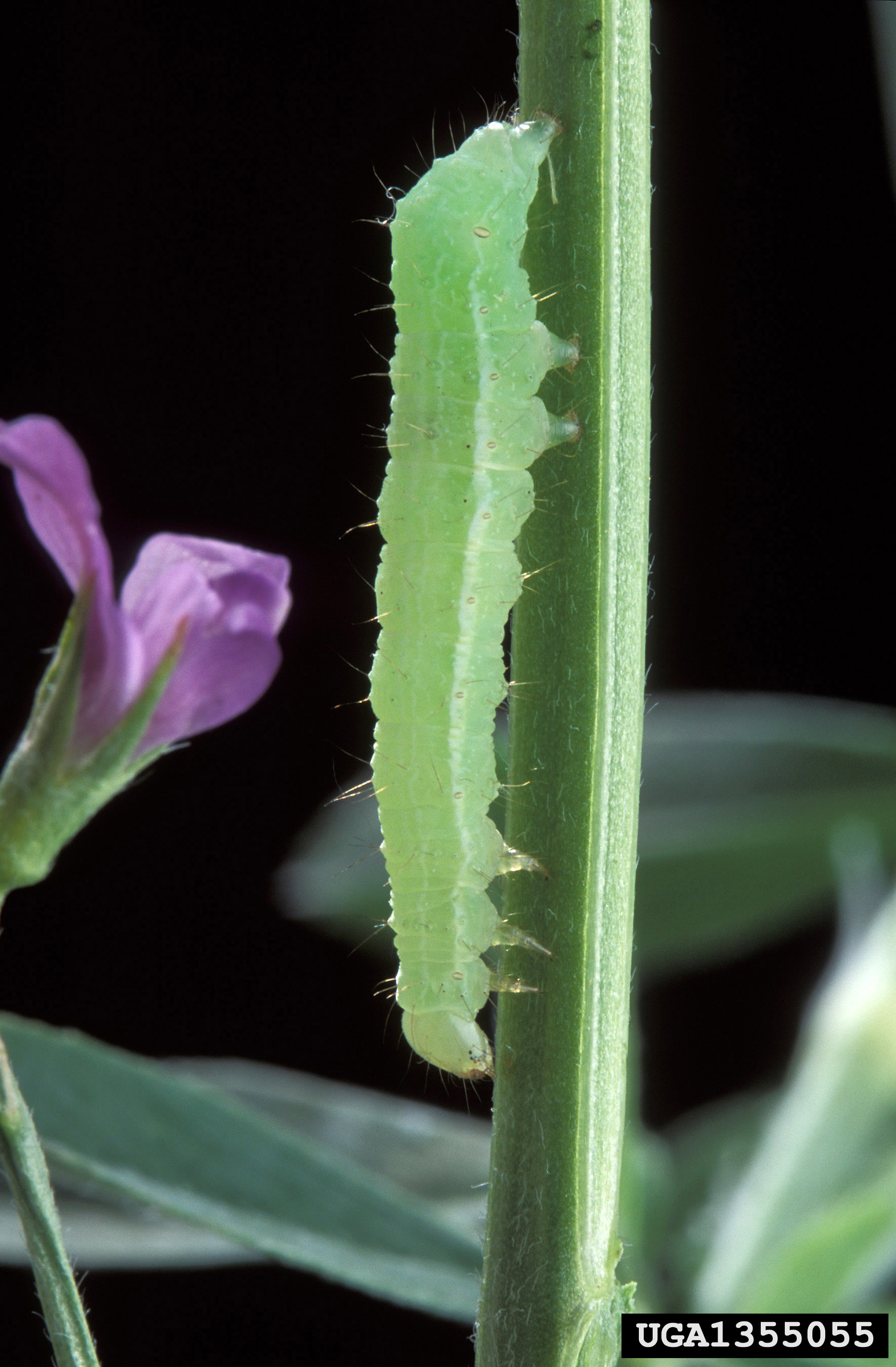
Lagarta da espécie Autographa californica, espécie hospedeira do alfabaculovírus Autographa californica multiple nucleopolyhedrovirus (AcMNPV), espécie-tipo do gênero Alphabaculovirus.

Alphabaculovirus é o maior gênero de vírus da família Baculoviridae. Os vírus deste gênero têm como hospedeiros os insetos da Ordem Lepidoptera.

## Genoma
O genoma dos Alphabaculovirus consiste de uma única molécula circular de DNA dupla fita superenrolada com 100 a 180 Kpb de tamanho.

## Morfologia
Os baculovírus deste gênero possuem dois fenótipos: Budded Virus (BV) e Occlusion Derived Virus (ODV). Os vírions do fenótipo ODV são envoltos por uma matriz cristalina composta por apenas uma proteína viral, a poliedrina, de aproximadamente 25 a 33 kDa. Os corpos de oclusão (OB) dos vírus deste gênero possuem tamanho que varia de 0,4 a 3,0 μm e caracteristicamente possuem muitos vírions envelopados em seu interior. Em uma única estrutura de envelope, podem ser empacotados apenas um (single) ou vários (multiple) nucleocapsídeos. Os nucleocapsídeos deste gênero apresentam formato de bastão, que medem de 30 a 60 ηm de diâmetro por 250 a 300 ηm de comprimento.